# Ralph Brinkhaus
Ralph Brinkhaus (15. června 1968 Wiedenbrück) je německý politik za Křesťanskodemokratickou unii (CDU), od roku 2009 poslanec Německého spolkového sněmu. Dne 25. září 2018 byl zvolen předsedou poslaneckého klubu CDU/CSU ve spolkovém sněmu, když ve volbě porazil Volkera Kaudera, což bylo všeobecně interpretováno jako překvapivé a jako důkaz slábnoucí podpory kancléřky Angely Merkelové mezi jejími poslanci.
Ralph Brinkhaus byl od roku 1984 členem Mladých křesťanských demokratů, členem přímo Křesťanskodemokratické unie je od roku 1998. Od roku 2004 do roku 2012 byl radním v Güterslohu, za který byl také ve volbách v roce 2009, 2013 a 2017 zvolen do spolkového sněmu (vystřídal Huberta Deitterta, který za CDU v tom obvodě kandidoval dříve).
Původně vystudoval ekonomii na Hohenheimské univerzitě ve Stuttgartu a živil se jako daňový poradce.
Ralph Brinkhaus je římskokatolického vyznání a je ženatý.